# Exocentrus morulus
Exocentrus morulus är en skalbaggsart som beskrevs av Holzschuh 1995. Exocentrus morulus ingår i släktet Exocentrus och familjen långhorningar. Inga underarter finns listade i Catalogue of Life.